# الحكومة الإسبانية المؤقتة 1868-1871
الحكومة المؤقتة 1868-1871 هي حكومة مؤقتة شكلت في إسبانيا بعد انتصار ثورة 1868 المجيدة التي أنهت عهد ايزابيل الثانية. وقد شكل الفترة الأولى لديموقراطية السنوات الست (1868-1874) وتنقسم إلى مرحلتين:
- أولى: والتي تميزت بوضع الدستور الجديد لسنة 1869 في ظل حكومة مؤقتة تألفت من القوى السياسية التي وقعت على اتفاق أوستند وقادت الثورة المجيدة وهي كالتالي: حزب التقدم بزعامة الجنرال خوان بريم والاتحاد الليبرالي بقيادة الجنرال فرانسيسكو سيرانو، وأخيرا الحزب الديموقراطي الذي تغير بعد الثورة إلى الحزب الجمهوري الاتحادي الديمقراطي.
- الثانية: وبدأت مع اعتماد الدستور الجديد في يونيو 1869 وتعيين نائب الملك في ذلك الحين الجنرال سيرانو رئيسا للحكومة المؤقتة على اعتبار أن خوان بريم هو الرئيس المفترض للحكومة. وانتهت تلك المرحلة في 2 يناير 1871 مع يمين الملك الجديد أماديو الأول أمام البرلمان التأسيسي الذي اختاره لها.

## البداية: ثورة 1868
أعلن الأميرال خوان باوتيستا توبيتي عن تمرده وهو على رأس إسطوله في قادس يوم 18 سبتمبر. وفي اليوم التالي وصل الجنرال سيرانو قادما من جزر الكناري ومعه بقية الجنرالات الإتحاديين المشاركين، وقرأ توبيتي بيانا برر فيه تمرده والتي انهاها بصيحة «عاشت إسبانيا كريمة».
في الأيام التالية بدأت الانتفاضة بالانتشار في أنحاء البلاد بدءا من الأندلس. وفي 28 سبتمبر وقعت في مقاطعة قرطبة عند جسر ألكوليا معركة بين التقدميين -بقيادة الجنرال سيرانو- والمواليين لحكم الملكة سُمّيت (معركة جسر ألكوليا، كان النصر فيها حليف الأحزاب المعارِضة بسبب دعم جنودٍ متطوعين ومنشقين عن الجيش. وقد استطاعت قوات المعارضة الوصول إلى مدريد وإعلان انتصارهم هناك. الأمر الذي وضع نهاية حقيقية لبقاء الملكة في إسبانيا إذ رحلت بعد ذلك إلى فرنسا عن طريق سان سباستيان في شمال اسبانيا.

## الحكومة المؤقتة (1868-1869)

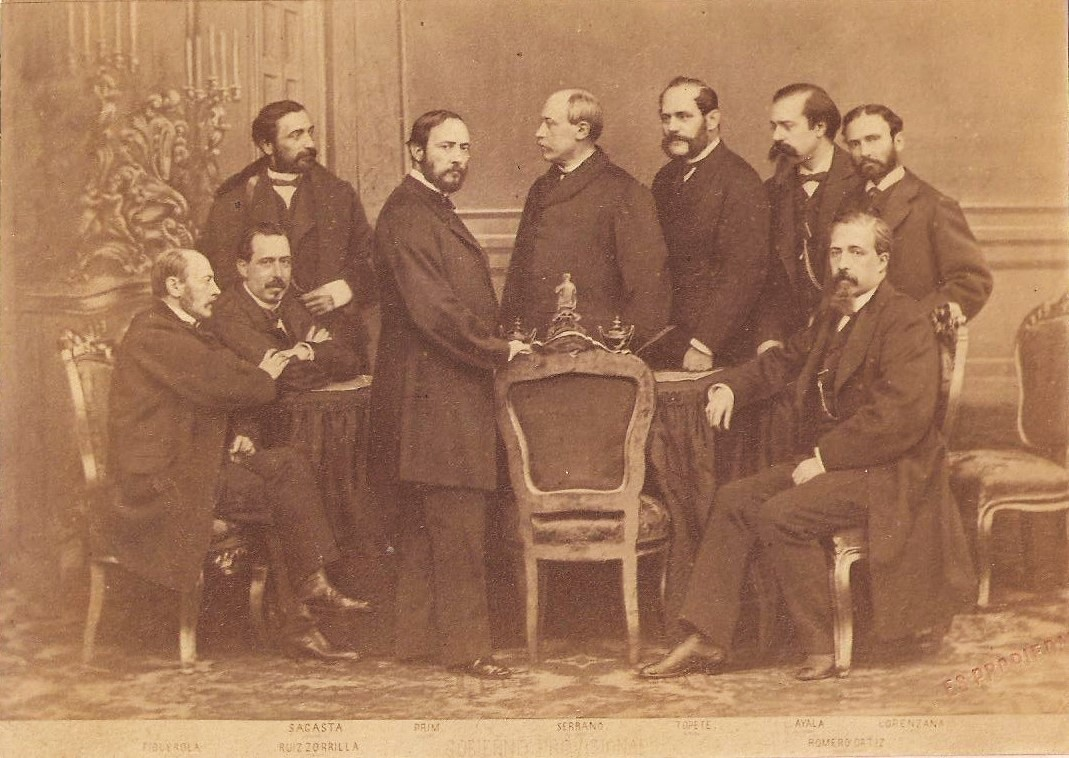
أعضاء الحكومة المؤقتة في 1869. من اليسار إلى اليمين: لورينو فيجورولا المالية; براخدس ماتيو ساغستا الداخلية; مانويل رويث ثوريا التنمية; بريم الحربية; سيرانو, رئيس الحكومة المؤقتة; توبيتي البحرية; أديلاردو لوبيز دي أيالا ماوراء البحار; أنتونيو روميرو أورتيز العدل; وخوان الفاريز لورنزانا الدولة.

### المجالس الثورية
تولت المجالس العسكرية (juntas) السلطة في المدن المختلفة في البداية، وكثير منها انتخبت بالاقتراع العام والتي ساد فيها التقدميين والديمقراطيين. وأظهرت بياناتهم الرسمية حجم مطالبهم الخاصة للفئات الشعبية الحضرية: الاعتراف بحق التصويت العام وحرية الصحافة وإلغاء عقوبة الإعدام وإلغاء التجنيد الإلزامي وإيقاف ضريبة الاستهلاك والمطالبة بالحرية الدينية. «فاللجان الثورية التي استخدمت في اللحظات الأولى لغة راديكالية - من بلد الوليد يريد» الحرية الأكثر اكتمالا «- انتقل بسرعة إلى أكثر اعتدالا، مع شعارات بشأن احترام الممتلكات والحفاظ على النظام العام، يشيد إلى» سلامة«المواطنين وتوجيههم إلى الحكمة».
وقد شكلت الاجتماعات الأولى في الأندلس، التي ركزت على إشبيلية وملقة لأن طابعها أكثر "راديكالية". أما مجلس إشبيلية فقد كرس على حرية الصحافة والتدريس والعبادة وإلغاء عقوبة الإعدام والتجنيد وطالبوا بالاقتراع العام وبعقد برلمان تأسيسي".
أما في برشلونة فقد شكل مجلسها لاحقا، أي في 30 سبتمبر بعد تأكدها بانتصار الثورة. لكن مجلسها العسكري بعد مطالبة الجنرال بريم لصالح الجمهورية، قامت ودمرت الشعارات الملكية، وفتحت السجون عن السجناء السياسيين، ونظمت الميليشيات المدنية وعددها 4000 مواطن، مما ضمن استمرار الوضع الطبيعي المنظم للنشاط الاقتصادي والاجتماعي -فرت سلطة المدينة الرسمية وعدد من الجنرالات إلى فرنسا-. في 2 أكتوبر أنشأ المجلس العسكري مجلس مدينة وآخر للمقاطعة جديدين واستمر في سياسته "الراديكالية" فقمع الشرطة ومنع الطوائف الدينية وطرد اليسوعيون إلغاء قانون النظام العام، أسقط حصن القلعة وحوض بناء سفن المجاور لها وأديرة سان ميغيل وجونكويراس، وأعلنت حرية العبادة والغاء التجنيد والاستهلاك". ثم تشكل مجلس عسكري في فالنسيا أوائل أكتوبر وأليكانتي ومرسية وسرقسطة وبلد الوليد وبرغش وسانتاندير ولاكورونيا وأستورياس.
وفي مدريد وبعد هزيمة معركة جسر ألكوليا فوض رئيس الوزراء خوسيه غوتيريز دي لا كونشا سلطاته لشقيقه مانويل ماركيز ديل دويرو، وهو جزء من الجنرالات المتمردين. وهذا بدوره استقال في 29 سبتمبر عن السلطة إلى رئيس للمجلس الثوري السياسي التقدمي باسكوال مادوث الذي شغل أيضا منصب الحاكم المدني للمقاطعة.

### تشكيل الحكومة المؤقتة وحفظ النظام

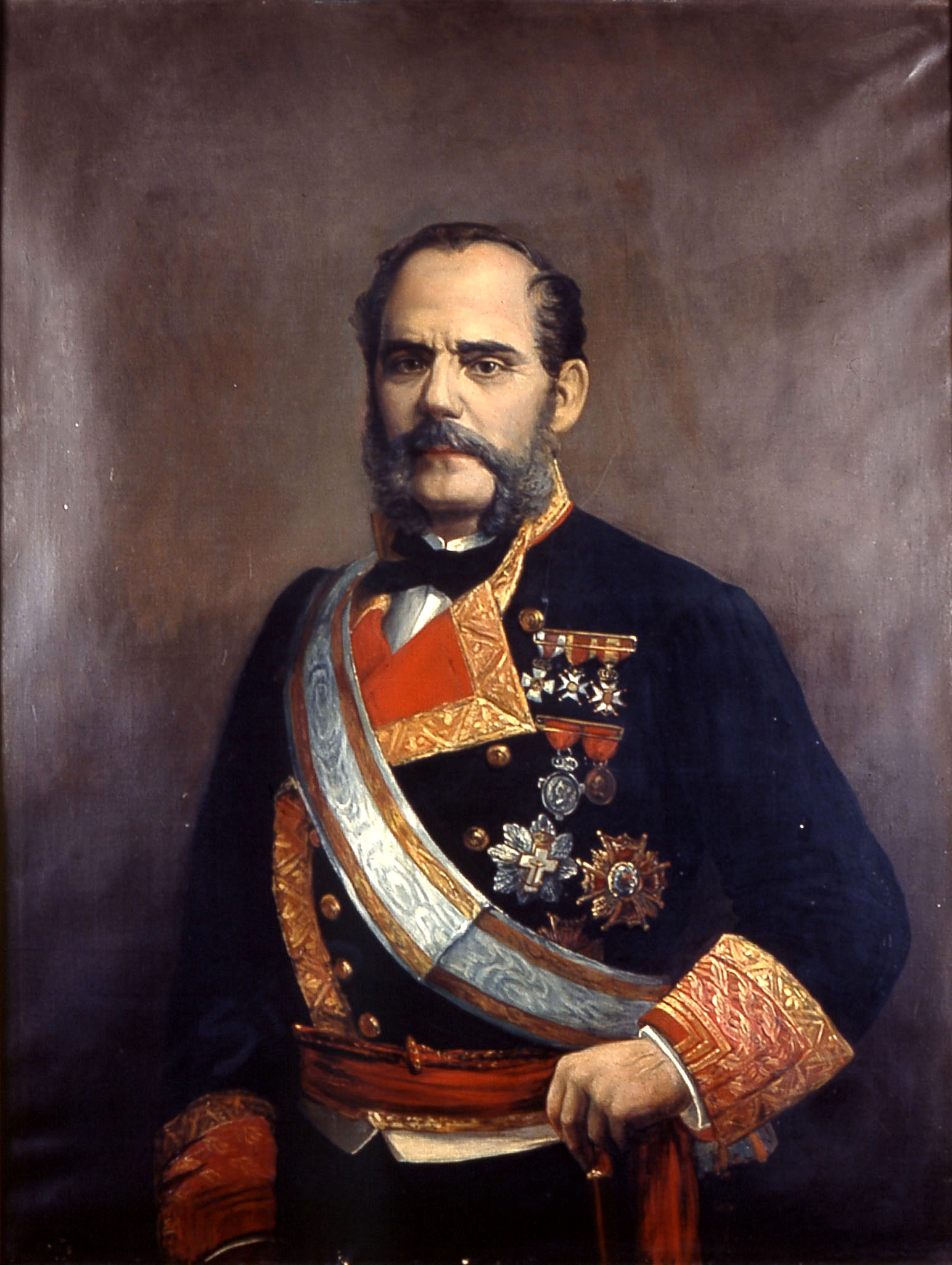
الأميرال خوان باوتيستا توبيتي (1887).

وجاء كلا من الجنرال سيرانو وتوبيتي إلى العاصمة يوم 3 أكتوبر 1868، فقام المجلس العسكري الثوري لمدريد بتشكيل أول حكومة انتقالية برئاسة الجنرال سيرانو المكونة من الجنرال بريم والأدميرال توبيتي. حتى اجتماع البرلمان التأسيسي "دون التشاور مع المجالس العسكرية الأخرى.
وفي 8 أكتوبر تشكلت الحكومة المؤقتة برئاسة الإتحادي الجنرال سيرانو وأعطي الجنرال التقدمي بريم الحربية; والأميرال الإتحادي توبيتي البحرية; بالإضافة إلى السياسيين البارزين الإتحاديين (أديلاردو لوبيز دي أيالا ماوراء البحار; أنتونيو روميرو أورتيز العدل; وخوان الفاريز لورنزانا الدولة). والتقدميين براخدس ماتيو ساغستا الداخلية; مانويل رويث ثوريا التنمية; لورينو فيجورولا المالية. رفض الديمقراطيين الدخول في الوزارة لأن الحكومة عرضت عليهم وزارة واحدة فقط. ولم تقبل جميع المجالس العسكرية تشكيل الحكومة المؤقتة الذي تم دون استشارتها، واحتجت برشلونة لأنها تركت الديمقراطيون خارج الحكومة. فأرسلت لجنة «للذهاب إلى مدريد لطلب التوضيحات».
أول القرارات التي اتخذتها الحكومة المؤقتة هو حل تلك المجالس، وبالرغم أن العديد منها استمر بالعمل سرا من خلال «لجان حذرة» نشأ من رحمها، وأدمجت الحكومة معظم أعضائها في البلديات الجديدة ومجالس المقاطعات التي شكلتها وتم التصديق عليها بمرسوم صدر في 13 أكتوبر. وسمح المرسوم أعضاء المجالس العسكرية أن يصبحوا أعضاء ونواب مجالس المقاطعة. وبعد الحل الذاتي للمجلس الثوري الأعلى في مدريد في 19 أكتوبر أصدرت الحكومة مرسوما في اليوم التالي بحل البقية. بالإضافة إلى إجراء انتخابات بلدية على الفور.
أما أكثر القرارات صعوبة فكان قيام الحكومة المؤقتة فرض قانون لنزع سلاح ميليشيات متطوعي الحرية، والتي اشتكت منهم الحكومات المحلية بسبب الضغوط التي يتعرضون لها في تحقيق الإصلاحات الموعودة. فوقع القتال في الشوارع في بعض المدن الأندلسية مثل إل بويرتو دي سانتا ماريا وقادس وشريش وملقة مما اضطر الجيش للتدخل. ولم تتمكن الحكومة من تطبيق القانون في برشلونة حتى نهاية العام. أما في مدريد «لتجنب الاضطرابات اضطرت الحكومة إلى دفع ثلاثين ريال على كل بندقية تم تسليمها في المدينة، وتحصل الأموال من البلدية». وقد أمر وزير الداخلية ساغستا حكام المدنيين للحفاظ على النظام «بأي ثمن» لأن أعداء الحرية «قد أخفوا انفسهم ليختلطوا داخل الجماهير الشعبية».

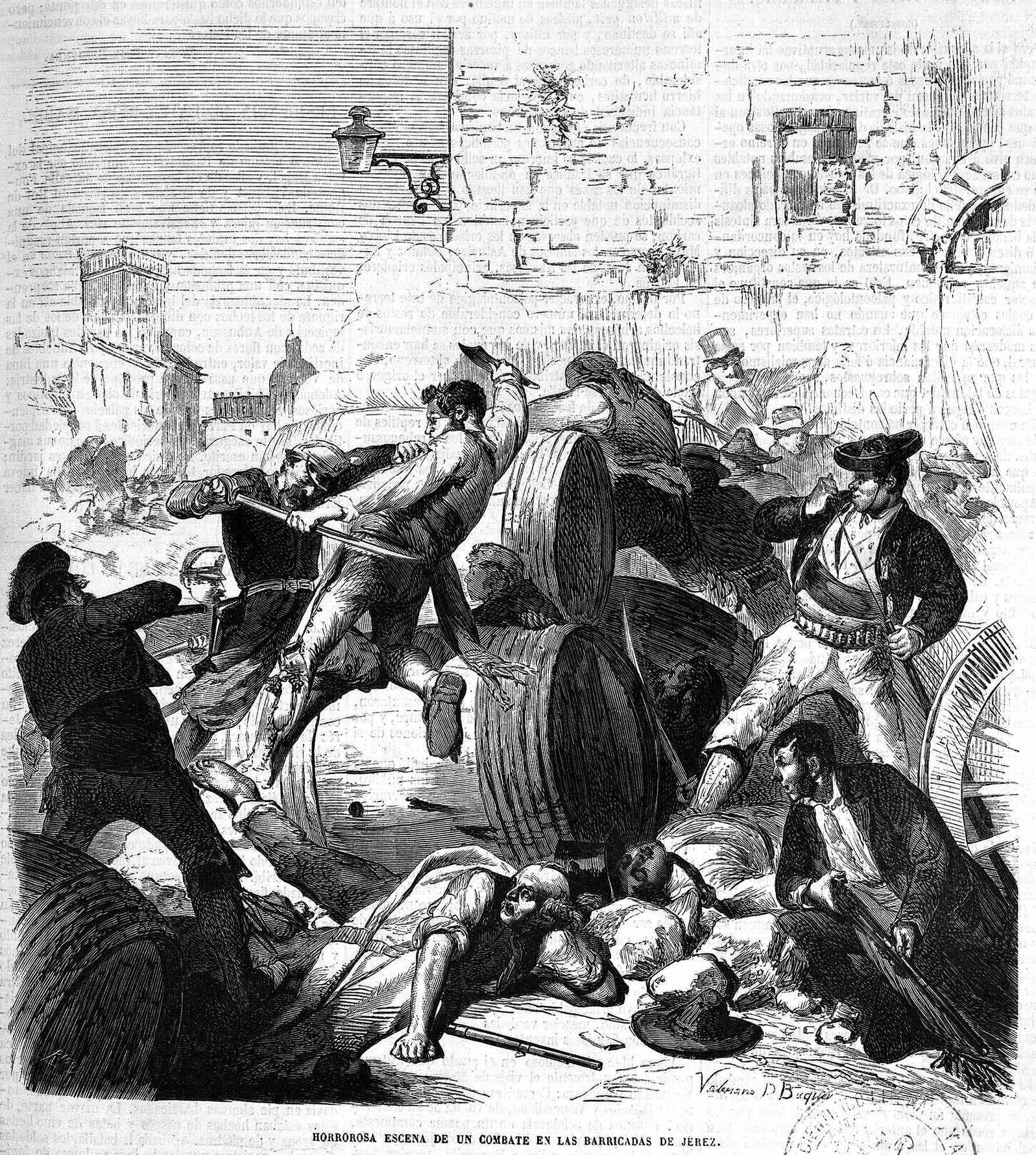
تمرد ضد التجنيد في شريش شهر مارس 1869.

اضطرت الحكومة أيضا إلى مواجهة اضطرابات اجتماعية متزايدة. «احتلال الأراضي وأعمال شغب بسبب نقص الغذاء بدات في أندلوسيا ثم انتشرت في غاليسيا ولامانشا وليفانتي، واستمرت سنة 1869 وأضيفت إليها الصراعات الحضرية بسبب جمود الأجور». اتهمت صحيفة مدريد الحكومة المؤقتة بالضعف لعدم التعامل مع المطالبات في «المحافظات الأندلسية... المناشدات في حقوق العمل وطلب زيادة الأجور والرواتب».
وفي ديسمبر أعلن الحاكم العسكري لقادس الحرب لمواجهة «إنذار لحالة غير مبررة» وأمر نزع السلاح من متطوعي الحرية. فاستمرت الاشتباكات بين الميليشيات التي يقودها ابن أحد التجار الأثرياء والجيش لمدة ثلاثة أيام، واستخدمت فيها المدفعية من كلا الجانبين مما تسبب في خسائر فادحة. لوضع حد لتلك المقاومة أرسلت الحكومة تعزيزات وأمرت السفن التابعة للبحرية الاسبانية بقصف المدينة، مما أجبرهم على إلقاء أسلحتهم ولكن دون أن يهزموا. كما جرت حوادث أخرى مشابهة في بيخار وبطليوس ومالقة وطراغونة وإشبيلية وغانديا. أما في برغش فقد قاد أنصار الملكة المخلوعة الثورة الذين قتلوا طعنا الحاكم المدني الجديد على باب الكاتدرائية الذي يعتقد أن تعيينه كان لتجريد الكنيسة من ممتلكاتها - لإيقاف الجرد كي يمنعوا البيع غير المشروع كما أمرت لحكومة-.
رافقت سياسة الحفاظ على النظام العام سلسلة من المراسيم حققت بمقتضاه الحقوق والحريات التي طالبت بها المجالس العسكرية في بياناتها مثل: حرية التعليم (21 أكتوبر)؛ حرية الصحافة (23 أكتوبر)؛ حرية التجمع (1 نوفمبر)؛ الاقتراع العام للرجال أكثر من 25 عاما (1 نوفمبر)؛ والحق في تكوين الجمعيات (21 نوفمبر). أما بالنسبة للمطلبين الشعبيين وهما أكثر المطالب أهمية: ضريبة الاستهلاك فقد تم وقفها بمرسوم في 12 أكتوبر، أما التجنيد الإجباري فلم تتمكن الحكومة من إلغائه بسبب اندلاع انتفاضة في كوبا سميت بحرب السنوات العشر".

### تمرد كوبا ومشكلة التجنيد

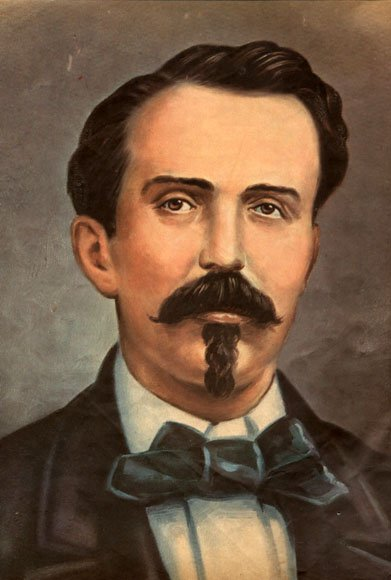
كارلوس مانويل دي سيسبيديس.

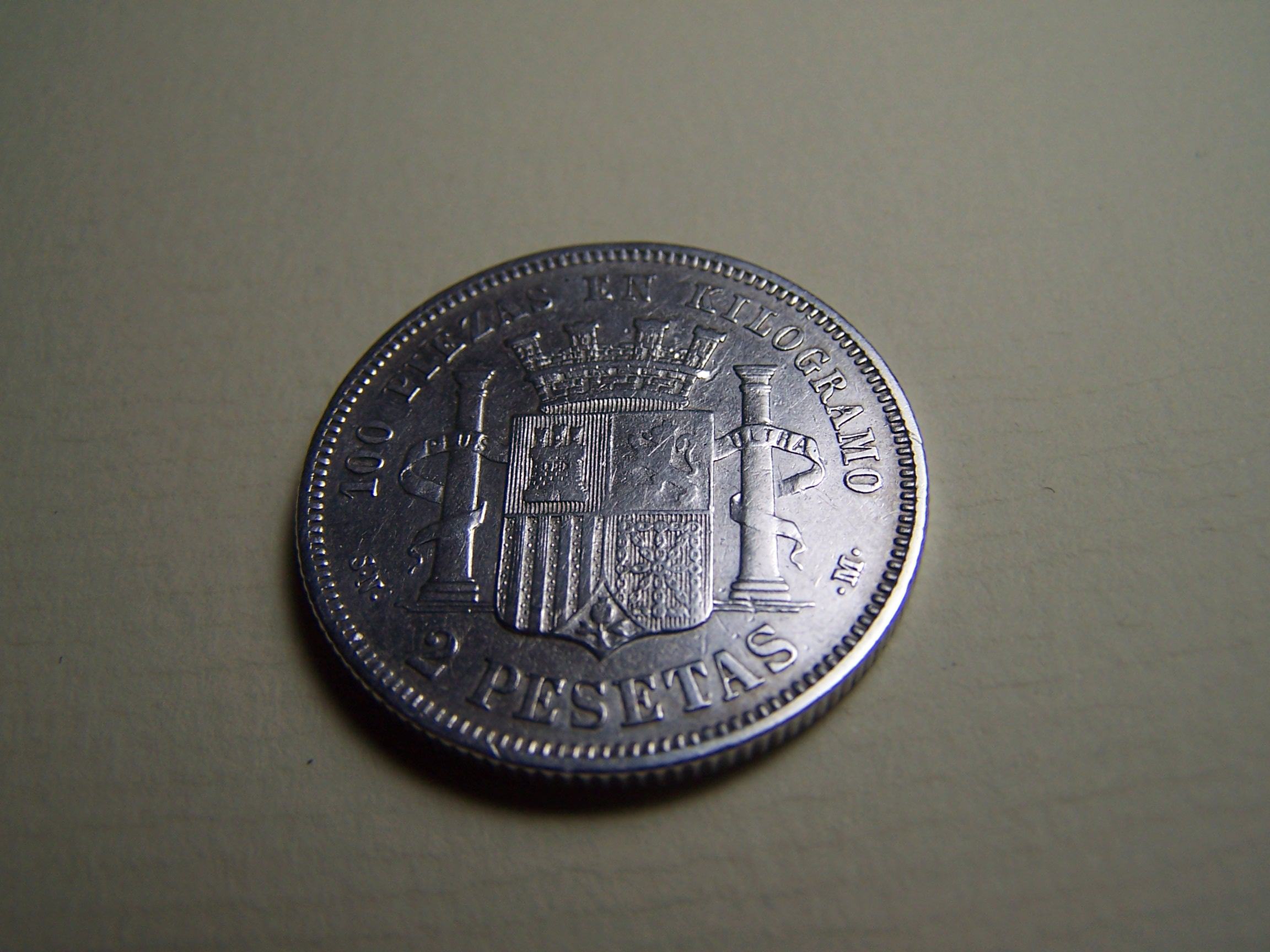
عملة نقدية 2 بيزيتا أصدرتها الحكومة المؤقتة، 1869

اندلعت في 10 أكتوبر 1868 انتفاضة الاستقلال في جزيرة كوبا برئاسة كارلوس مانويل دي سيسبيديس الذي أطلق من مقاطعة يارا مايسمى صرخة يارا (بالإسبانية: El Grito de Yara)‏. فجاء بيان المجلس الثوري لجزيرة كوبا بأنهم تعرضوا للظلم من العاصمة الإسبانية مما يبرر لهم الانفصال -النظام الضريبي والعقبات أمام التجارة الحرة وإبقاء العبودية ومنع أهالي الجزيرة من أن يحكموا بلدهم حكما ذاتيا الخ-.
بدأ الثوار الكوبيون وبدعم من الولايات المتحدة بإعداد دستور مناسب للجزيرة في أبريل 1869، ومؤكدين بأن كارلوس مانويل دي سيسبيديس هو رئيس الجمهورية «بقوة السلاح».
أما في إسبانيا فقد بدا اقتناع الجنرال بريم «بعدم قدرة اسبانيا على البقاء في الجزيرة بالقوة»، بدأ في مدريد في أغسطس 1869 محادثات مع مبعوث الولايات المتحدة الخاص للتفاوض حول استقلال كوبا، ولكن لم يتم التوصل إلى أي حل بسبب معارضة أعضاء في الحكومة وأيضا الغالبية العظمى من الشعب الإسباني من تقديم أي تنازلات بشأن المسألة الكوبية.
وبسبب ذلك التمرد ظهر جليا أن الحكومة المؤقتة لم تتمكن من تلبية أحد المطالب الشعبية المهمة، ففي حين أنها تمكنت من وقف ضريبة الاستهلاك ولكنها اضطرت لارسال قواتها من شبه الجزيرة لإخماد التمرد. «ففي الحملة الانتخابية ظل التقدميين والنقابيين أوفياء بوعودهم في إلغاء التجنيد، ولكن بعد الانتخابات فإن واقع معاناة الحرب الكوبية أجبر الجنرال بريم أن يستدعي 25,000 رجل للخدمة العسكرية. وكانت الحملة ضد التجنيد في اتخابات 69 اختبارا حقيقيا للحكومة، والتي لم تتمكن من استعادة هيبتها المفقودة بين الطبقات الشعبية. وبسبب المصالح الكثيرة المتداخلة، فقد استمر النظام كما هو -مجرد إلقاء نظرة مباشرة أو غير مباشرة على عدد من السياسيين نجدهم قد وضعوا تأمينا في شركات التأمين ضد التجنيد، لذا نفهم أن هؤلاء الرجال قد يكون لديهم القليل من الاهتمام في وضع حد لها-، فالتمرد في كوبا قد فاقم من خطورة المشكلة بسبب إرسال أبنائهم إلى ماوراء البحار. وأصبح الجمهوريين هم الوحيدون الذين طالبوا بإلغائها في البرلمان، في حين وقعت أعمال شغب في كل مكان ضد التجنيد الذي أنشئ حديثا. واستمرت الحكومات المتعاقبة من 1869-1872 في الدعوة إلى التجنيد، لأنها مضطرة بالإستمرار في إرسال قوات إلى كوبا، على الرغم من أن سعر البدل المالي للتجنيد قد انخفض من 6,000 إلى 4,000 ريال، وكان من السهل على البلديات ان تقوم بالتخليص الجماعي لمجنديها، شريطة الدفع للدولة المبلغ المحدد بأقساط سنوية أو توفر متطوعين للجيش».

### ضريبة الاستهلاك والإصلاحات الاقتصادية
كان وضع الخزانة العامة سنة 1869 حرج جدا بسبب عدم وجود ايرادات، أما الدين المستحق فبلغ حوالي 2,500 مليون ريال بسبب أن المعروض في السوق بلغ ثلث قيمته الاسمية، مما جعل من المستحيل إصدار مزيد من سندات الديون وإلا فإن قيمتها الحقيقية تنخفض أكثر من ذلك. فلم يكن أمام الوزير لوريانو فيوجورولا للتعامل مع الكارثة إلا أن يطلب قرض اكتتاب بقيمة ملياري ريال، ولكن لم يغطى من المبلغ سوى 530 مليون، وتم طلب قرض خارجي بمبلغ وقدره 400 مليون.

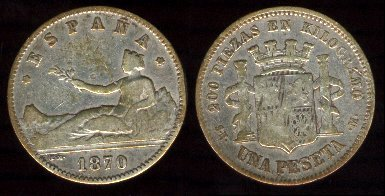
العملة الأولى وقدرها 1 بيزيتا أصدرتها الحكومة المؤقتة سنة 1870.

كان فيجورولا راض عن المطالبة الشعبية لإلغاء ضريبة الاستهلاك أو مايسمى ب«حقوق الأبواب» التي كانت ضريبة عامة وعادية وغير مباشرة أدخلها إصلاح مون-سانتيلان 1845 حيث فرض ضرائب على عشرين مادة «طعام وشراب وحرق والخ» مما جعل الضريبة النهائية لهذه المنتجات الأساسية يدفع معظمها صغار المنتجين والحرفيين والعمال. وقد ألغيت بقرار من 12 أكتوبر 1868، ولكن حل محلها ضريبة أخرى يدفعها كل شخص تخطى من العمر 14 سنة والتي أثبتت أنها متساوية من انعدام شعبيتها كسابقتها، حيث كانت النية التي قدمها فيجورولا أنها تتناسب مع ثروة كل دافعي الضرائب ولكن لا يمكن تطبيقها بسبب «عدم قدرة الإدارة على فرضها وإنفاذها». لذلك لم تتمكن الحكومة من إجراء أي تغيير حقيقي في السياسة المالية لإيرادات الدولة وواصلت في فرض الضرائب غير المباشرة موزعة على جميع السكان، ولم تفرض ضرائب على رأس المال والعقارات.
كما أنشأ وزير المالية في الحكومة المؤقتة وحدة نقدية جديدة سميت «بيزيتا»، وبدأ بتطبيق سياسة التجارة الحرة في التجارة الخارجية، مثل تخفيض محدود للرسوم الجمركية بسبب معارضة مدافعي الصناعة الكتالونية «حمائية».

### إعلان الحكومة المؤقتة لملكية شعبية
كان الاتحاد الليبرالي قد أعلن بوضوح في بياناته أنه لصالح النظام الملكي ناكثا بذلك تعهده بعدم القيام بذلك قبل اجتماع تأسيسية الكورتيس. فالاتحاديين كما التقدميين مقتنعين بأن الطبقات الشعبية تفتقر إلى تثقيف سياسي كاف لدعم النظام الديمقراطي على أساس الاقتراع العام (الذكور)، لذلك فإنهم أدركوا أن الديمقراطية بحاجة إلى ثقل موازي لثقل النظام الملكي. وبالتالي فإن الحكومة المؤقتة لم تكن محايدة في مسألة شكل الحكومة على عكس ماتفق عليه في أوستند وعبرت عن ميلها لصالح النظام الملكي، وجاء ذلك في البيان الرسمي في 25 أكتوبر والبيان المسمى «التوفيقي» في 12 نوفمبر والذي دافع عن «ملكية محاطة بالمؤسسات الديمقراطية وهي ملكية شعبية»:
وكرر الموقف المؤيد للنظام الملكي مرة أخرى في ديباجة مرسوم دعوة البرلمان الذي قال فيه إن الحكومة ستشعر بالرضا التام إذا كانت «منتصرة في صناديق الاقتراع من أجل الحفاظ على هذا المبدأ».

### انقسام الديمقراطيين وولادة الحزب الجمهوري الاتحادي
عقد الحزب الديمقراطي في منتصف أكتوبر 1868 تجمعا كبيرا في مدريد برئاسة الزعيم المخضرم خوسيه ماريا أورينس، الذي قرر وسط هتافات أن «شكل الحكومة الديمقراطية لا يمكن أن يكون سوى جمهورية اتحادية».
عندما عبرت الحكومة المؤقتة عن تأييدها للنظام الملكي جرى نقاش حاد داخل الحزب الديمقراطي بشأن التوافق بين النظام الملكي مع الديمقراطية وعلى «الطابع العرضي» لأشكال الحكومات. دافع معظم الديمقراطيين برئاسة خوسيه ماريا أورينس وفرانسيسكو بي ومارغال وإستانيسلاو فيغراس ونيكولاس سالمرون وإيميليو كاستيلار عن الجمهورية والتي بسببها تغير اسم الحزب إلى الحزب الجمهوري الاتحادي الديمقراطي، في حين دافعت الأقلية التي يرأسها نيكولاس ماريا ريفيرو وكريستينو مارتوس ومانويل بيسيرا برموديز على أن أهم شيء هو الاعتراف بالاقتراع العام (الذكور) والحقوق والحريات الفردية وليس شكل الحكومة التي اعتبروها «عرضي» أو متغير. هذه الأقلية من الديمقراطيين الذين وافقوا على النظام الملكي كانت تسمى «السمبريون» حسب البيان الذي نشر في نوفمبر.
أظهر الجمهوريون الاتحاديون التأييد الشعبي الذي حصلوا عليه عندما فازوا في انتخابات البلدية التي جرت في 18 ديسمبر 1868 عندما فازوا في 20 عاصمة إقليمية مثل برشلونة وبلنسية واشبيلية وملقة وسرقسطة واليكانتي وجيرونا وليدا وهويسكا وسانتاندر. وهو دعم اثبتته انتخابات الجمعية التأسيسية التي جرت في 15 يناير.

### انتخابات البرلمان التأسيسي والتأثير الأخلاقي للحكومة
جرت انتخابات البرلمان التأسيسي [الإنجليزية] مابين 15-18 يناير 1869 مع قانون الاقتراع العام (للذكور) الذي أعطى حق التصويت لحوالي أربعة ملايين رجل تعدوا سن ال 25 عاما وأكثر من نصفهم من الأميين. وقد جرت الانتخابات بنظام المقاطعة، حيث تنقسم المقاطعة إلى دوائر انتخابية حسب عدد السكان، فبلغت اجمالي الدوائر الانتخابية 82 دائرة.
وكانت الموسم الانتخابي حيوي للغاية حيث لعبت الصحف لأول مرة دورا هاما في الدعاية السياسية وتعبئة الرأي العام.
كان الفوز من نصيب الائتلاف الحكومي الملكي الديمقراطي المكون من الإتحاديين والتقدميين والديمقراطيين الملكيين -المعروفين باسم «السمبريون»- التي فازت بأغلبية 236 نائبا ومعظمهم من التقدميين، والباقي 81 للإتحاد والسمبريون أخذوا 21 مقعدا. وجاء الحزب الجمهوري الاتحادي في المرتبة الثانية بنصيب 85 نائبا والكارليون 20 مقعدا. وكان الخاسر الأكبر في تلك الانتخابات هو حزب الوسط حيث لم يتمكن ممن الحصول على أي مقعد.
وقد ندد الحزب الجمهوري الاتحادي بتدخل الحكومة المؤقتة بالانتخابات لنيل أغلبية الساحقة من النواب الذين دعموها. وتفق مؤرخوا اليوم أن هناك «تدخل» حكومي في تلك الانتخابات (وسميت في ذلك الوقت «التأثير الأخلاقي للحكومة»)، على الرغم من أن تلك الانتخابات هي الأولى بالاقتراع العام المباشر في تاريخ اسبانيا، وكانت «أنظف» مما كانت في حقبة إيزابيلا السابقة، وكيف كان تأثير «النفوذ الحكومي» على الانتخابات، ووصف المؤرخ أنخيل باهاموندي ذلك:"في المناطق الحضرية الضغط يتم تنفيذه من السلطة السياسية عن طريق موظفيها الحكوميين المدنيين والعسكريين. أما بالنسبة للمناطق الريفية [الذين يشكلون الغالبية] فبدلا من التلاعب بالمعنى الدقيق، فالذي يجري في بيئة منخفضة الثقافة السياسية وتقريبا لاتوجد أي خبرة بالمشاركة، وفآليات الضغط كانت على أساس علاقات التبعية والخضوع، وتلك سمة للمناطق الريفية الصغيرة غير المتطورة حيث كانت الحماية نظير التنفيذ بالتصويت. وكان شكلا من أشكال حكم الإستبداد [الإنجليزية] الأنثروبولوجي حيث فرضت معايير حماية-تبعية للطرفين".

### دستور 1869

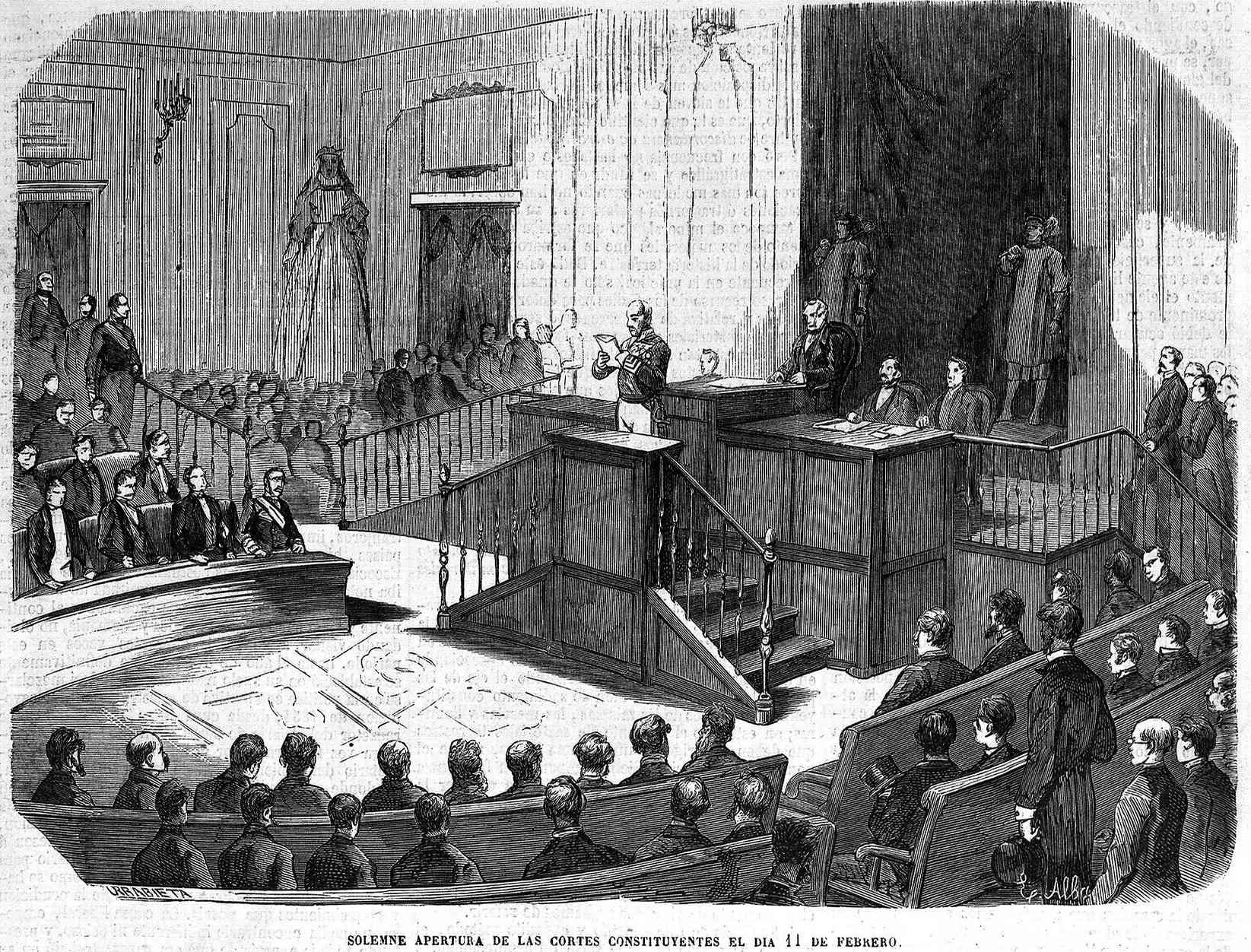
افتتاح البرلمان التأسيسي في 11 فبراير 1869.

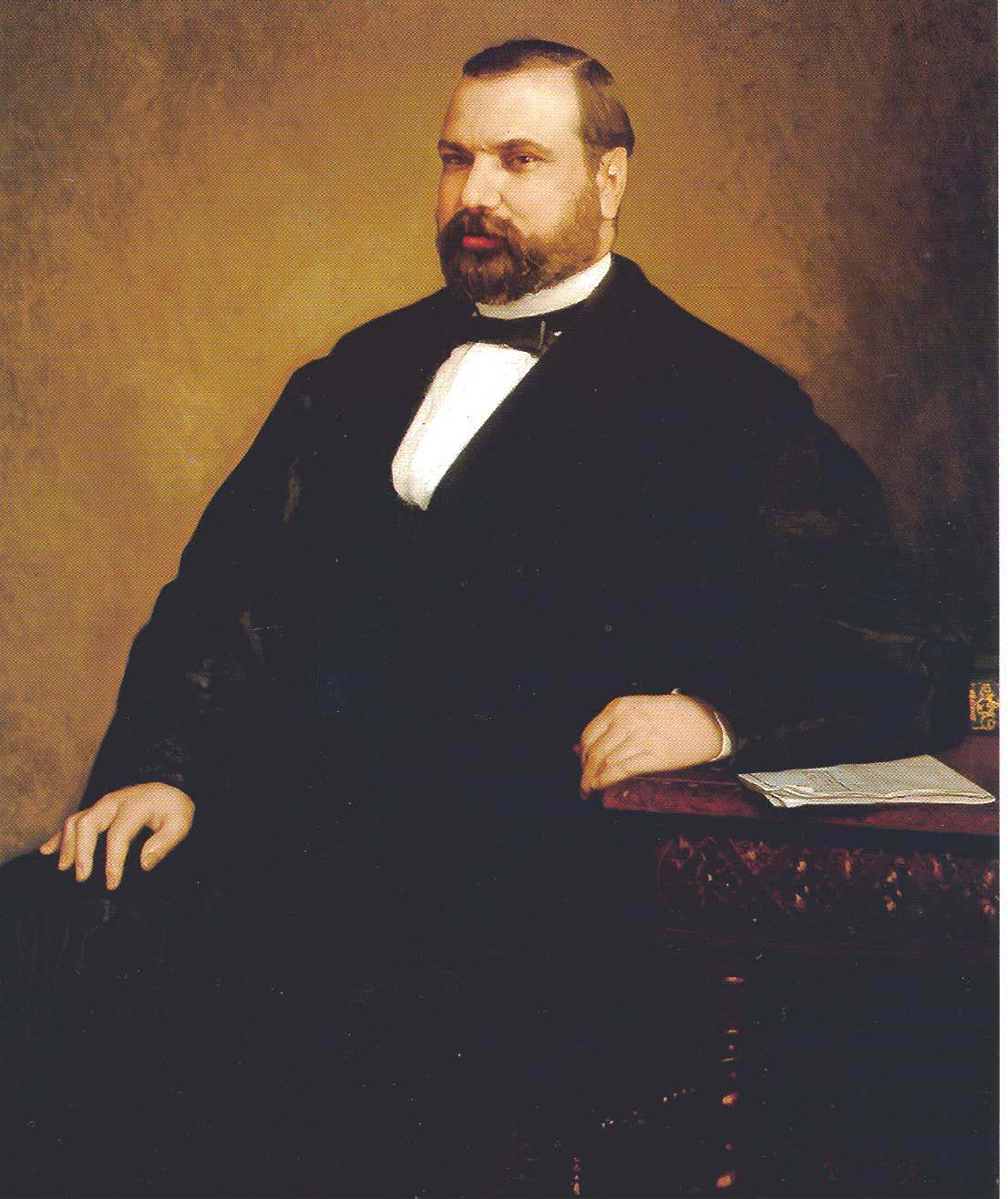
نيكولاس ماريا ريفيرو 1873

افتتح المجلس التأسيسي جلسته يوم 11 فبراير 1869 مع خطاب لرئيس للسلطة التنفيذية الجنرال سيرانو. ثم بدأ العمل في اختيار اللجنة الدستورية التي ستقوم بصياغة الدستور لمناقشته في المجلس. ثم قدمت اللجنة مسودتها في 30 مارس، وفي أوائل أبريل بدأت مناقشة مسودة الدستور. وكان الموضوع الأهم هو الموضوع الذي أثار جدلا مريرا وهو إنشاء نظام ملكي على أنه أحد أشكال الحكومة (المادة 33:«إن الملكية هي شكل حكومة الأمة الاسبانية»). وفي 20 مايو اصطدم الوزير أديلاردو لوبيز دي أيالا مع نواب الحزب الجمهوري الاتحادي محتجا أن ثورة 1868 كانت من صنع الطبقات المحافظة. وفي النهاية تمت الموافقة على النظام الملكي بأنه أحد أشكال الحكومة بأغلبية 214 صوتا مقابل 71 صوتا، ولكن مع صلاحيات محدودة لأن السلطة التشريعية تكون محصورة فقط على الكورتيس.
ومع ذلك، فإن التاج أبقى على الكثير من الصلاحيات الدستورية للملك كما هي نفس الصلاحيات في الأنظمة الملكية الدستورية خاصة بحل البرلمان وتعيين الحكومة وإلغائها، لذلك لم يكن مجرد قوة رمزية كما هو في الأنظمة الملكية البرلمانية. وإن كان يفتقر إلى المشاركة التشريعية كما في الدساتير السابقة، لكنه يتمتع بحرية العقوبة، ويمكن ان يوافق على قرارات الوزراء أو يؤجلها وقد يرفضها. وتدعو الممارسة البرلمانية عندما يرفض الملك المصادقة على الحكومة وتصبح غير مرخصة فإنها تعود حكومة تسيير أعمال. ومن هذا المنطلق فإن من المسلم به هو حرية تعيين الوزراء، لذلك كان دور الأغلبية البرلمانية هو الدعم. ويمكن القول أن الحكومة بإمكانها حل البرلمان وإنشاء آخر يتبع لها. واستمر هذا الأداء في عهد أماديو الأول وبالتالي أثبت الواقع صعوبة الجمع بين الملكية الدستورية والديمقراطية. ويشير تعيين الحكومة إلى إرادة التاج وليس إرادة البرلمان إلى مرحلة «ما قبل البرلمان» من التاريخ الدستوري. [...] فإن الديمقراطية قد تم تشكيلها لكن المسؤولية التي ألقيت على التاج هي أكبر مما كانت عليه في العهد السابق.
أما النقطة الأخرى المثيرة للجدل فكانت مسألة الدين لأن التسامح الديني ظهر للمرة الأولى في تاريخ الدستور الأسباني في دستور 1856 -الذي أنشأ ولكنه لو يعتمد أبدا- من خلال صيغة معقدة للمادة 21 التي ذكرت: أنه لن يتم اضطهاد أي شخص بسبب «آرائه ومعتقداته الدينية» المخالفة للكاثوليكية، الأمر الذي أثار احتجاجات من النواب الكارليين والتسلسل الكنسي، على الرغم من طائفية الدولة وميزانية خاصة لرجال الدين. والذي أيد فكرة الدولة العلمانية هم الحزب الجمهوري الاتحادي فقط.
وقد تمت الموافقة على الدستور الذي وصفه رئيس مجلس النواب بأنه «ديمقراطي» في 1 يونيو بأغلبية 214 صوتا مقابل 55 صوتا معارض، وصدر في 6 يونيو. وسلطت الضوء على الباب الأول الذي لأول مرة في تاريخ الدستور الإسباني ضمن حقوق الفرد والحريات الجماعية، وتشمل أيضا لأول مرة حرية التجمع وحرية تكوين الجمعيات. وأثبت الجزء الأساسي أن السيادة تكمن أساسا في الأمة (المادة 32)، وأن شكل الحكومة هو النظام الملكي (المادة 33)، ومبدأ فصل السلطات فالسلطة التشريعية للبرلمان والقضائية للمحاكم والتنفيذية بيد الملك، وعلى الرغم من ذلك فإن مسؤولية محاسبة الوزراء تعود إلى البرلمان وكذلك امام القضاء.
"لم يكن دستور 1869 التي اعتمدته إسبانيا هو الأكثر ليبرالية فقط، ولكن أضحى في طليعة دساتير أوروبا في ذلك الوقت. وبدت تأثيراته الواضحة على دستور الولايات المتحدة..."
ومع ذلك ومع أن الدستور قد وضع المبادئ الأساسية للثورة والاقتراع العام والحريات الفردية، إلا أنه تقريبا لم يرض الجميع. فقد عارض الجمهوريون مبدأ الملكية وعارض الكاثوليك مسألة الحرية الدينية والمفكرون الأحرار في صيانة العبادة. بدا أنها متقدمة جدا للكثيرين ولكنها خجولة لآخرين.

## وصاية الجنرال سيرانو (1869-1871)

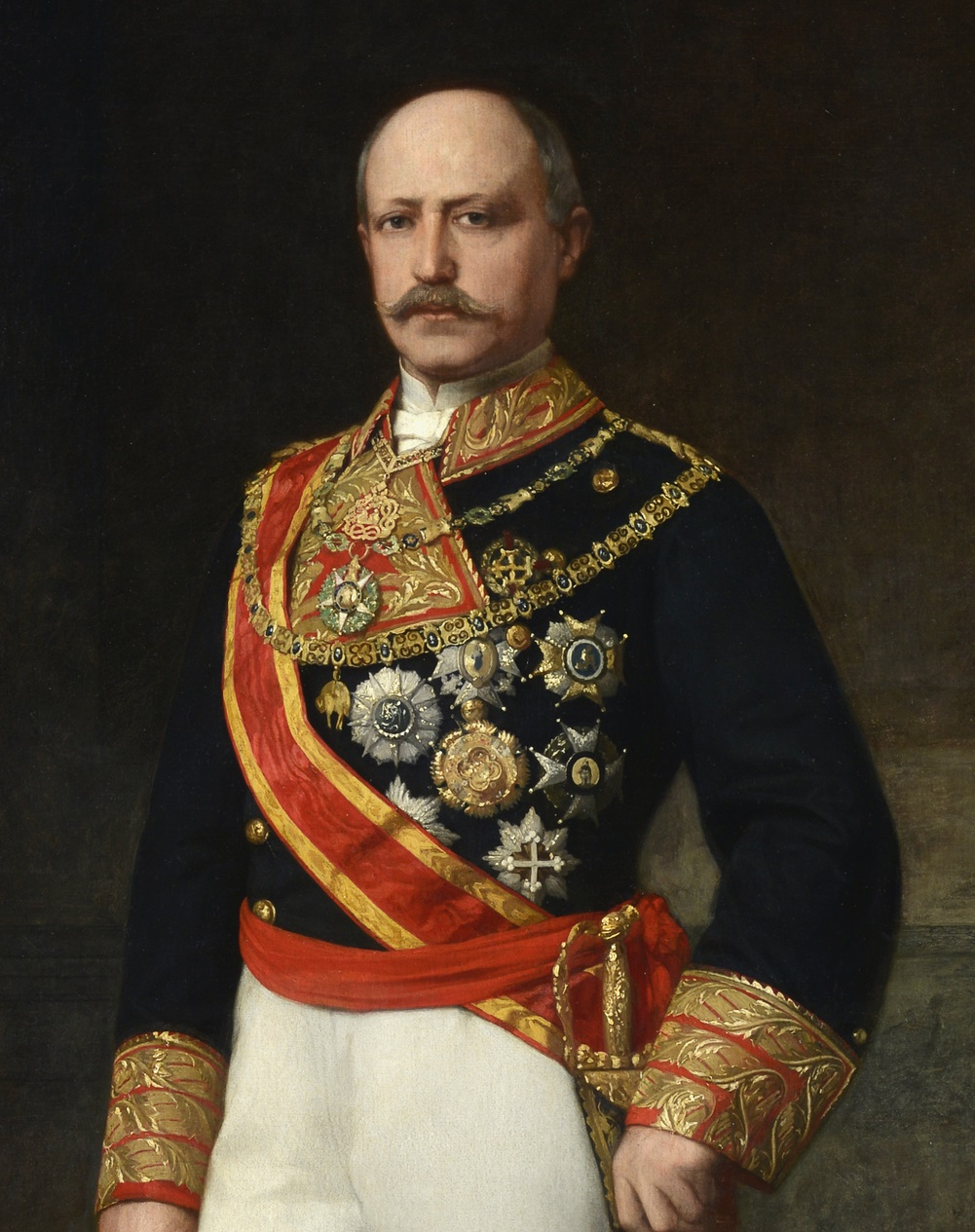
الجنرال سيرانو وصي مملكة إسبانيا.

وبمجرد صدور الدستور، وبعد تأسيس النظام الملكي بأنه أحد أشكال الحكم، عين الكورتيس الجنرال سيرانو وصيا على العرش في 18 يونيو، في حين أصبح الجنرال بريم رئيسا للحكومة. وفي اليوم التالي عرض بريم حكومته الجديدة وهي نفسها التي استمرت بنفس الوزراء والتي لم يرغب الديمقراطيون «سمبريوس» في الدخول فيها بالرغم من عرض بريم لهم ثلاث وزارات. ووفقا للمؤرخ خورخي فيلشيس:"انتهت الوحدة مع المحافظين بمجرد انتهاء الديموقراطيين من الموافقة على الدستور."
كانت المهمة الرئيسية للحكومة الجديدة هي البحث عن ملك جديد لإسبانيا من مختلف العائلات الأوروبية المالكة، ولكنها في نفس الوقت بدأت بتطبيق التشريعات الدستورية والإستمرار بالإصلاحات الاقتصادية التي قامت بها الحكومة المؤقتة السابقة وهي: الزواج المدني (قانون 18 يونيو 1870)؛ إصلاح قانون العقوبات (القانون الصادر في 16 يوليو 1870)؛ الديمقراطية البلديات (أغسطس 1870)؛ إعادة تنظيم السلطة القضائية (القانون الأساسي للقضاء في 15 سبتمبر 1870). أما بالنسبة للإصلاحات الاقتصادية (حيث استمر فيجورولا في وزارة المالية) فتم فتح قانون التعرفة الجمركية 12 يوليو 1869 حبث بدأت السوق الأسبانية تدريجيا في استقبال المنتجات الأجنبية (من الحمائية إلى التجارة الحرة في التجارة الخارجية).
واجهت حكومة بريم مشكلتين معقدتين: الأولى وهي عدم قدرة الجيش السيطرة على التمرد الانفصالي في كوبا، الذي كان قويا وخاصة في شرق الجزيرة؛ الثانية الحاجة للتعامل مع التمرد الاتحادي.

### تمرد الجمهوريين الاتحاديين
وافقت قيادة الحزب الجمهوري الاتحادي الديمقراطي في مدريد على "تأجيل القضية الاجتماعية [الإسبانية] إلى ما بعد ترسيخ الجمهورية" لكن سرعان ماطغت عليها ضغوط المنظمات «المتعنتة» في المقاطعات المعارضة ل «التنازل» للأقلية الجمهورية في مجلس النواب، الذين بدورهم يتعرضون للضغوط من الطبقات الشعبية ليس لأنهم لم يوفوا بوعدهم في إلغاء التجنيد فقط ولكن الحكومة المؤقتة قد أصدرت مرسوما جديدا بتجنيد 25,000 رجل لمواجهة تمرد الكوبيين والذي تبعه تجنيد آخر ل40,000 في أبريل 1870. وقد بدأت لجان المقاطعات -بسبب رؤيتها الموقف «اللين» لقادة مدريد- في التوقيع على اتفاقيات إقليمية لتكوين الجمعيات من أجل بناء جمهورية اتحادية «من الأسفل» على غرار نموذج اتفاق طرطوشة [الإنجليزية] الإتحادي الموقع في 18 مايو 1869 بين أراضي تاج أراغون القديم. وهكذا تم التوقيع على اتفاقات في قرطبة (بين أندلسيا وإكستريمادورا ومرسية) وبلد الوليد (حيث ولد التحالف القشتالي) وسانتياغو دي كومبوستيلا وإيبار. وتوجت تلك التحالفات بالتوقيع على «الميثاق الوطني» أو «الاتفاق العام» في مدريد يوم 30 يونيو 1869 الذي جمع مختلف الإتفاقيات ودمجها داخل «المجلس الاتحادي» الذي أصدر بيانا طالب بجمهورية ديمقراطية اتحادية.
دعت لجنة الاتحاد الجمهوري في برشلونة يوم 27 سبتمبر 1869 إلى التمرد الذي انتشر في كل أنحاء كاتالونيا وخارجها مثل بعض المناطق في أراغون وبيخار وأورينسي ومرسية وأليكانتي وبلنسية وفي أنحاء مختلفة من الأندلس. وبما أنه لم يكن لديهم أسلحة أو الموارد للانتفاضة فقد سحقها الجيش بسهولة، ولكن انتعشت مرة أخرى عندما طلب التجنيد مرة أخرى في أبريل 1870 في أحياء الطبقات العاملة في برشلونة وفي اشبيلية وملقة، إلا أن الانتفاضة فشلت مرة أخرى. ومع ذلك استمر الصراع في الأندلس على شكل سرقة أراض عامة تلك التي انتزعت من القرى في مصادرة مادوث [الإنجليزية].

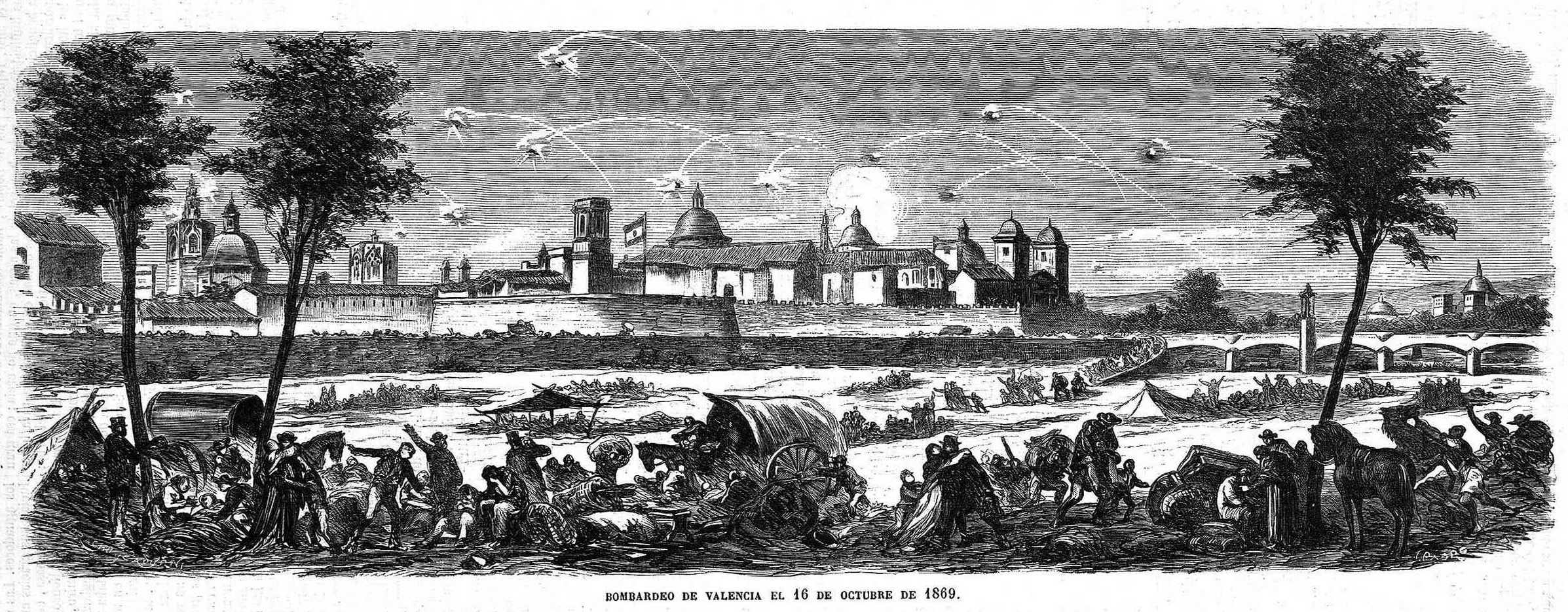
قصف مدينة بلنسية في 16 أكتوبر 1869.

سلطت انتفاضة الجمهوريين في سبتمبر وأكتوبر 1869 الضوء على وجود اختلافات عميقة بين بعض قطاعات الدولة والائتلاف الحكومي، فقد ظهرت خيبة أمل واضحة للعيان من اللحظة الأولى في بعض القطاعات التي توقعت من الحكومة أن تتفاعل معها مثل أزمة الزراعة. لكنها لم تكن الخيبة الوحيدة: لم تتمكن من تلبية المطلبين الشعبيين المهمين وهما إلغاء التجنيد ووقف ضريبة الاستهلاك فلم يكن بوسع الحكومة سوى اعطاء المسكنات.
أدى فشل الانتفاضة الاتحادية إلى ابتعاد بعض قطاعات المهنية عن السياسة الحزبية، كما كان واضحا في المؤتمر الأول لجمعيات العمال الذي عقد في برشلونة يونيو 1870، حيث تأسس الاتحاد الإقليمي الأسباني لاتحاد العمال الدولي الأول. وطالبت صحيفة الاتحاد الدولية بأن يبقي العمال بعيدا عن الجمهوريين الاتحاديين، حيث أن السبب الوحيد الذي يجب أن يحاربوا فيه هو «الثورة الاجتماعية».

### تمزق التحالف الثوري وولادة الحزب الراديكالي

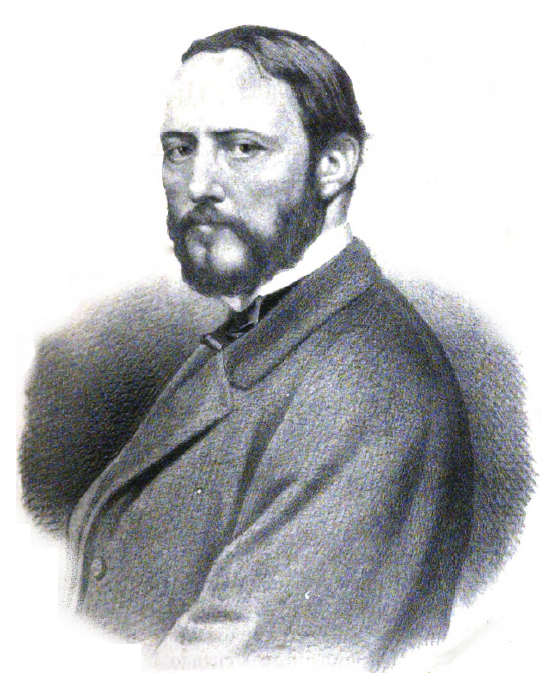
خوان بريم في 1869.

وقعت في يوليو 1869 أول أزمة في الائتلاف الحكومي للجنرال بريم مما دفعه لإجراء تعديل وزاري في حكومته ومن ضمن الذين خرجوا خوسيه إتشيغاراي. أما الأزمة التالية فكان السبب ورائها هو ترشيح توماس سافوي دوق جنوة وابن شقيق ملك إيطاليا لعرش اسبانيا الذي كان مدعوما من التقدميين والسمبريون، وعارضه الإتحاديون الذي دافعوا عن ترشيح دوق مونتبينسير. وقد اشترط الملك فيتوريو إمانويلي الثاني ليمنح إذنا في ترشيح ابن أخيه هو حصول المرشح على دعم واسع من القوى السياسية، فالتقى بريم في سبتمبر 1869 مع لجنة من خمسة عشر عضوا من الأحزاب الثلاثة ولكن ظل الإتحاديون معارضين بزعم أن دوق جنوى له من العمر 13 سنة، وهو ما يعني إطالة فترة الحكومة المؤقتة خمس سنوات أخرى. لإعطاء مزيد من التماسك لاقتراحاتهم قرر التقدميون والديمقراطيون السمبريون تشكيل حزب واحد، والذي سمي بالحزب الراديكالي.
قدم بريم عرضا إلى الإتحاد الليبرالي بإنهم إذا قبلوا ترشيح دوق جنوة فإنه يسحب مشروع قانون مقدم في البرلمان يخفض فيها ميزانية الكنيسة، ولكن الاتحاد الليبرالي لم يقبل بالعرض. وأيضا فتح العرض أزمة داخل الحزب الراديكالي الجديد لأن البعض كان معارضا للصفقة بدعم من الجانب «المتعنت» للحزب. وبالنهاية انتهت الأزمة في أوائل نوفمبر 1869 باستقالة وزيرين من الوزراء الاتحاديين الثلاثة. وقد انفرط الائتلاف الحكومي لكن الاتحاديين تعهدوا بالحفاظ على المعارضة الموالية. وبالنهاية فشل ترشيح دوق جنوة بسبب رفض والدته قبول التاج الإسباني.
ثم ظهرت هناك أزمة جديدة في 3 يناير 1870 عندما اقترح بعض الوزراء بإقامة نوع من «الدكتاتورية الليبرالية» عن طريق منح البرلمان سلطة للحكومة بالحكم بمرسوم لمدة ثلاثة أشهر فرفض بريم المقترح فاستقال هؤلاء الوزراء. وأعاد بريم تشكيل حكومته بدعم برلماني من الاتحاد الليبرالي. وأخيرا ظهر التمزق تام لتحالف القوى السياسية لثورة 1868 في مايسمى ب«ليلة سان خوسيه» (بالإسبانية: Noche de San José)‏ في 19 مارس 1870. عندما بدأ مع تعديل قدمه الاتحاديون لمشروع اقتصادي قدمه وزير المالية، فانضم إليه الجمهوريون والكارليون ومجموعة صغيرة من التقدميين تحالفوا جميعا للإطاحة بالحكومة. فطلب بريم من الاتحاديين سحب التعديل ولكنهم رفضوا فتوجه نحو نواب مجموعته صائحا:«على الراديكاليين الدفاع عن أنفسهم! فمن يريدنني عليه أن يتبعني!». فكانت النتيجة أن التحالف انشطر انشطارا لا يمكن علاجه، فقد بدأ داخل الحكومة ثم انتقل إلى البرلمان. وقد استمر هذا الانقسام منذ ليلة سان خوسيه إلى بقية فترة السنوات الست.

### البحث عن ملك جديد

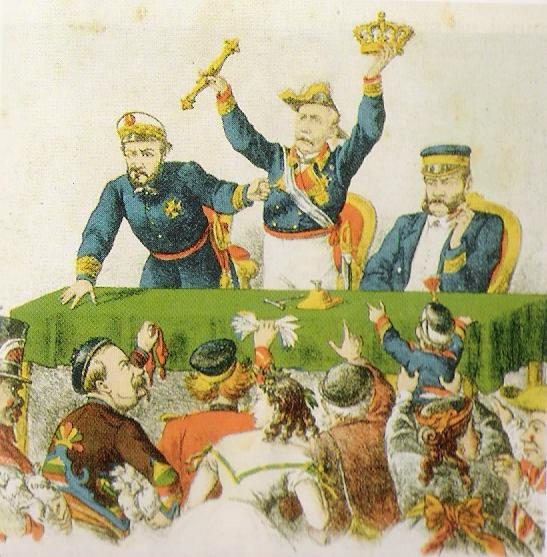
بريم وسيرانو وتوبيتي في المزاد للبحث عن ملك للعرش الإسباني.

كان التقدميون "منذ الأربعينات" من أشد المتحمسين لإعادة توحيد شبه الجزيرة، كما فعلت ألمانيا وإيطاليا ولكنهم تعثروا مع إيزابيل الثانية، فهم لم يترددوا في إعطاء السلالة البرتغالية دورا مماثلا لما كان سافوي يلعبونه في شبه الجزيرة الإيطالية. [...] وأصبحت نظرتهم منطقية في 1868 نحو لويس الأول، الذي رأوا فيه ليس بطل الوحدة فقط ولكن ملكا دستوريا وأيضا مع حدود الديمقراطية. فالمعارضة الموجودة في البرتغال دفعتهم للدفاع عن ترشيح والده دون فرناندو دي كوبورغ ليحكم عرش اسبانيا. وقد اتخذ الأمر رسميا في يناير 1869 عندما أرسل بريم إلى سفير اسبانيا في لشبونة أنخيل فرنانديز دي لوس ريوس لإدارة الأمر بسرية. وهو أكثر الحلول الملكية منطقية، ولكن منعت المؤامرات من كلا الجانبين تمرير هذا الأمر. فأرسل الدون فرناندو دي كوبورغ في 6 أبريل 1869 برقية برفضه العرش الإسباني -وفقا لجوسيب فونتانا- خوفا من أن يكون المقصود هو ضم سهل ومباشر لبلادهم".
أما الإتحاديون فقد دافعوا عن ترشيح دوق مونتبينسير فهو متزوج من لويزا شقيقة إيزابيل الثانية، وكليهما ساهم بتمويل انتفاضة 1868. ولكن لم يكتمل هذا الترشيح بسبب معارضة نابليون الثالث [بسبب العداء بين البيوت الأسر الحاكمة الفرنسية بونابرت واورليانز وليس له حماس يذكر في إسبانيا]. فاتبع الإتحاديون على مضض محاولات التقدميون لجلب العاهل القادم بين آل هوهنتسولرن وسافوي.
بعد تأكيد رفض فرناندو دي كوبورغ، كان المرشح التالي الذي اقترحته حكومة بريم هو ابن شقيق ملك إيطاليا فيتوريو إمانويلي الثاني، توماس سافوي دوق جنوة، ولكن الإتحاديين رفضوا ترشيحه لأن عمره كان 13 سنة فقط مما يطيل من الفترة الانتقالية 5 سنوات أخرى حتى يكتمل عمره 18 سنة. تلك المعارضة لترشيح دوق جنوة سببت أزمة في الحكومة الائتلافية بين بريم والوزراء الإتحاديين. ولكن بالنهاية أحبطت والدة دوق جنوة ترشيحه بسبب خوفها من حالة العنف التي هي موجودة في إسبانيا، في إشارة إلى التمرد الفيدرالي وأن ابنها يمكن أن ينتهي أمره كما انتهى أمر ماكسيميليان هابسبورغ برصاص الثوار المكسيكيين قبل سنوات قليلة. وفي 1 يناير 1870 تم تأكيد رفض دوق جنوة بالتربع على عرش إسبانيا.

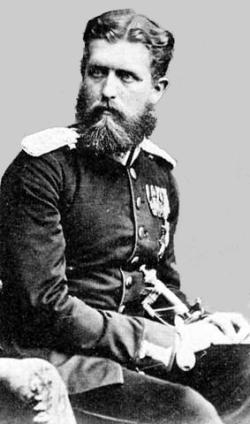
ليوبولد، أمير هوهنتسولرن- سيغمارينغن.

حاولت حكومة بريم استبيان رأي الجنرال بالدوميرو إسبارتيرو في قبوله التاج، إلا أن الجنرال الكهل قد رفض الفكرة.
أما المرشح التالي فكان البروسي ليوبولد، أمير هوهنتسولرن- سيغمارينغن ابن شقيق ملك بروسيا فيلهلم الأول وكان بدعم من المستشار البروسي أوتو فون بسمارك. وأرسلت الحكومة الأسبانية له رسالة في 17 فبراير 1870 عارضة عليه التاج. فقبل الأمير العرض في 23 يونيو بشرط موافقة الكورتيس. وعندما وصلت الأخبار إلى الإمبراطور نابليون الثالث أرسل إلى ملك بروسيا طالبا منه أجبار ابن أخيه على رفض العرض، وهو مارفضه الملك فيلهلم. على الرغم من أن ليوبولدو هوهنتسولرن تنازل عن التاج الإسباني في 12 يوليو إلا أن ذلك لم يمنع من اندلاع الحرب بين بروسيا وفرنسا. وكان نابليون الثالث في حالة منافسة كاملة مع بروسيا وتفهم من أنها شكلت تهديدا مستقبليا بحيث أن منطقتين من مناطق فرنسا الحدودية قد أخذتهما بروسيا بعد الحرب.
هذا الفشل الجديد وضع الجنرال بريم في موقف صعب هو والوصي الجنرال سيرانو. فقد ضغط الإتحاديون على بريم لقبول ترشيح دوق مونتبينسير، وفي الوقت نفسه أصدرت الجمهوريين بيانا ذكروا فيه إن الحل الوحيد المتبقي هو أن يعلن البرلمان الجمهورية، وهي فكرة لم يرفضها الديمقراطيين «السمبريون» أو عند بعض التقدميين الذين فضلوا الجمهورية على نظام مونتبينسير الملكي. وقد ساعد ذلك سقوط نابليون الثالث في معركة سيدان وإعلان الجمهورية الفرنسية في 4 سبتمبر 1870. ودعا زعيم الصقور في حزب التقدم مانويل رويث ثوريا إلى استمرار «الحكومة المؤقتة» -وهو ما يعارضه الإتحاديون- مع تشكيل حكومة ووضع برنامج إصلاحي دون الانتظار للعثور على ملك. وبالنهاية تمكن بريم من إنقاذ الموقف وذلك بعدما وافق أماديو دي سافوي بعرش إسبانيا قبل يومين من اجتماع الكورتيس، الذي ربما كان سيصوت بعزله عن رئاسة الحكومة ثم يقرر العمل إما لصالح النظام الملكي مع مونتبينسير أو بحكم الجمهورية

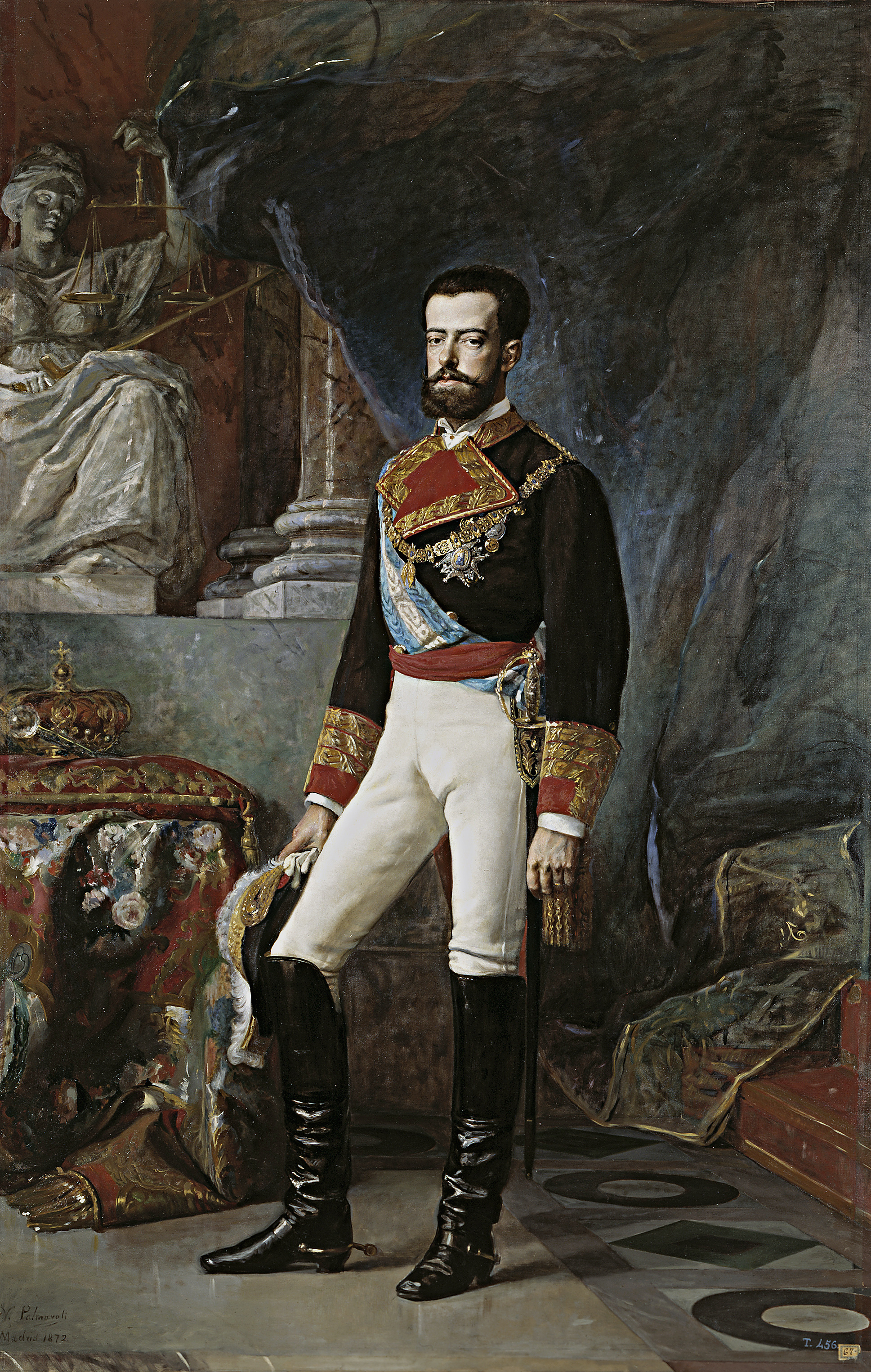
لوحة لأماديو الأول (1872) (متحف ديل برادو).

بعد سقوط نابليون الثالث نتيجة لهزيمة فرنسا في الحرب الفرنسية البروسية أضحى ممكنا ترشيح الابن الثاني لملك إيطاليا دوق أوستا أماديو سافوي، الذي لم يكن ممكنا ترشيحه بالسابق بسبب معارضة الإمبراطور الفرنسي. أبلغ الأمير الإيطالي الحكومة الأسبانية عن قبوله التاج الأسباني إذا وافقت القوى الأوروبية قبول ترشيح أماديو. فوافقت بروسيا على مضض بسبب أنها توقعت أنه سيعاد ترشيح ليوبولدو هوهنتسولرن- سيغمارينغن بعد انتهاء الحرب مع فرنسا. وبذا أكد أماديو رسميا في 31 أكتوبر 1870 قبوله التاج الإسباني. وهكذا تمكن بريم من جمع شمل المجموعات الثلاث التي كانت تدعم الحكومة - الإتحاديين والتقدميين و«السمبريون»- والأخيران اندمجا في الحزب الراديكالي الديمقراطي لدعم اقتراحهم الذي أدى إلى تمزق الاتحاد الليبرالي بين الراغبين بدوق أوستا الذين دعموا ترشيحه وبين أولئك الذين رفضوه لعدم وجود نقاش سابق بين أعضاء الحكومة الائتلافية.
وفي يوم 16 نوفمبر 1870 انتخب مجلس الكورتيس التأسيسي برئاسة مانويل رويث ثوريا أماديو من سافوي ودوق أوستا الابن الثاني لملك إيطاليا فيتوريو إمانويلي الثاني ملكا جديدا لاسبانيا باسم أماديو الأول. وصوت له 191 نائبا مقابل 100 ضده وامتناع 19. فصوت لصالح أماديو التقدميين و«السمبريون» المتمثلين في الحزب الراديكالي مع الإتحاديون الراغبين بدوق أوستا. أما الإتحاديون المنشقون فقد صوتوا لدوق مونتبينسير. وقد نال بالدوميرو إسبارتيرو 8 أصوات. وصوتين للمعتدلة إلى الفونسو دي بوربون. وهناك 19 بطاقة اقتراع فارغة.
اسفرت النتائج التي تم فيها التصويت لانتخاب الملك الجديد كالتالي:
| المرشح              | الأصوات |
| ------------------- | ------- |
| أماديو الأول        | 191     |
| جمهورية فدرالية     | 60      |
| دوق مونتبينسير      | 27      |
| بالدوميرو إسبارتيرو | 8       |
| ألفونسو الثاني عشر  | 2       |
| جمهورية متحدة       | 2       |
| جمهورية             | 1       |
| دوقة مونتبينسير     | 1       |
| فارغة               | 19      |
| المجموع             | 311     |

أرضت تلك النتيجة التقدميين فقط بينما مرت على الرأي العام الإسباني ببرود شديد، فالإسبان لم يشعروا بأي حماس للملك الإيطالي الجديد. وقد أعلن رسميا أن أماديو ملك على إسبانيا في 2 يناير 1871 بعد أداء اليمين أمام البرلمان. معلنا انتهاء الفترة الأولى من ديموقراطية السنوات الست وبداية الفترة الثانية وهي فترة عهد أماديو الأول التي استهلت بمقتل الداعم الرئيس للملك وهو الجنرال بريم زعيم حزب التقدم (إسبانيا) وذلك في هجوم تعرض له في مدريد قبل ثلاث أيام من القسم، وكان ذلك نذير شؤم لتلك الفترة.

## قائمة المراجع
- Bahamonde، Ángel؛ Martínez، Jesús A. (1996). España en democracia. El Sexenio, 1868-1874 (ط. 6ª). Madrid: Cátedra. ISBN:84-7679-316-2. {{استشهاد بكتاب}}: الوسيط غير المعروف |año-original= تم تجاهله يقترح استخدام |orig-date= (مساعدة)
- Fontana، Josep (2007). La época del liberalismo. Vol. 6 de la Historia de España, dirigida por Josep Fontana y Ramón Villares. Barcelona: Crítica/Marcial Pons. ISBN:978-84-8432-876-6. {{استشهاد بكتاب}}: الوسيط غير المعروف |enlaceautor= تم تجاهله يقترح استخدام |author-link= (مساعدة)
- López-Cordón، María Victoria (1976). La revolución de 1868 y la I República. Madrid: Siglo XXI. ISBN:84-323-0238-4.
- Vilches، Jorge (2001). Progreso y Libertad. El Partido Progresista en la Revolución Liberal Española. Madrid: Alianza Editorial. ISBN:84-206-6768-4. {{استشهاد بكتاب}}: الوسيط غير المعروف |enlaceautor= تم تجاهله يقترح استخدام |author-link= (مساعدة)
- Suárez Cortina، Manuel (2006). La España Liberal (1868-1917). Política y sociedad. Madrid. {{استشهاد بكتاب}}: الوسيط غير المعروف |editorial= تم تجاهله يقترح استخدام |publisher= (مساعدة)صيانة الاستشهاد: مكان بدون ناشر (link)